# Cosovăț
Cosovăț – wieś w Rumunii, w okręgu Mehedinți, w gminie Breznița-Motru. W 2011 roku liczyła 109 mieszkańców.